# Tupolev Tu-22M
Tupolev Tu-22M (V kódu NATO „Backfire“) je nadzvukový, strategický a námořní bombardér s měnitelnou geometrií křídel dlouhého doletu z konce 60. let 20. století, který byl průběžně modernizován. Na západě byl tento letoun označován i jako Tu-26. Během studené války byl Tu-22M ve službě u sovětského letectva jako nosič střel určený ke strategickému bombardování v rámci Evropy a u sovětského námořního letectva jako nosič střel primárně určený k útokům na seskupení amerických letadlových lodí. Značné počty těchto letounů zůstávají u ruského letectva v provozu. V roce 2014 bylo ve službě více než 100 ks Tu-22M.
V roce 2024 mělo ruské letectvo v provozu 57 letadel, podle zprávy o vojenské bilanci za rok 2024 Mezinárodního institutu pro strategická studia. V roce 2023 však Hlavní ředitelství ukrajinské rozvědky odhadovalo, že Rusko už má v provozuschopném stavu pouze 27 letadel.

## Vývoj

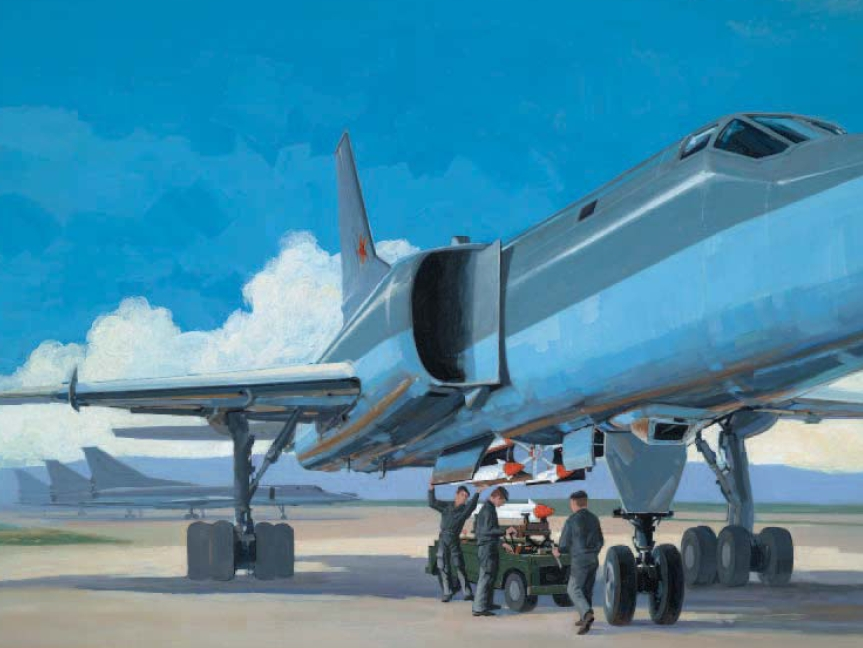
Obraz nakládání raket Raduga Ch-15 na rotační odpalovací zařízení Tu-22M. Zobrazený bombardér je raný Tu-22M2 s výrazným vstupním ústrojím

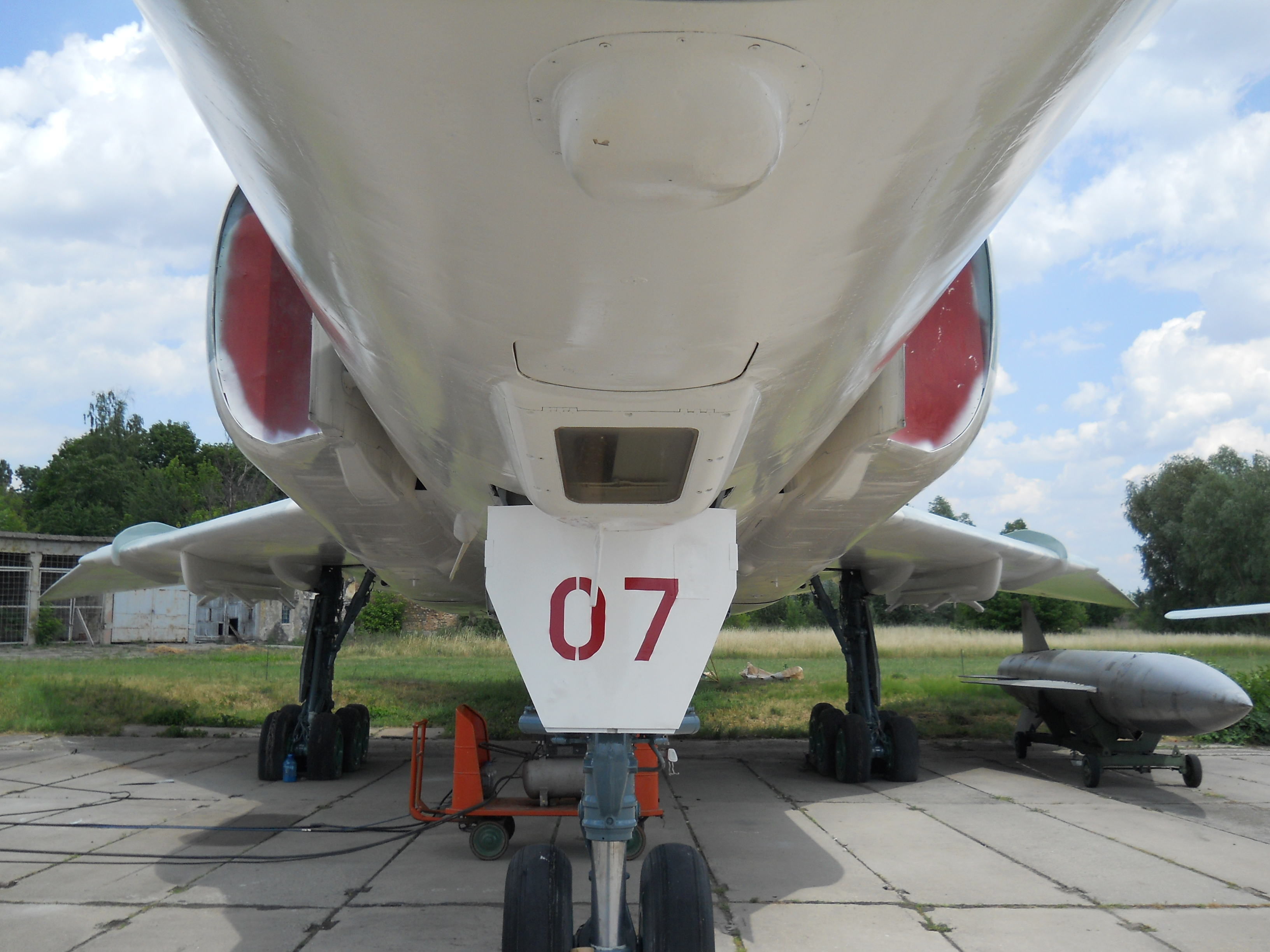
Pumový zaměřovač OBP-15T na Tupolevu Tu-22M(0)

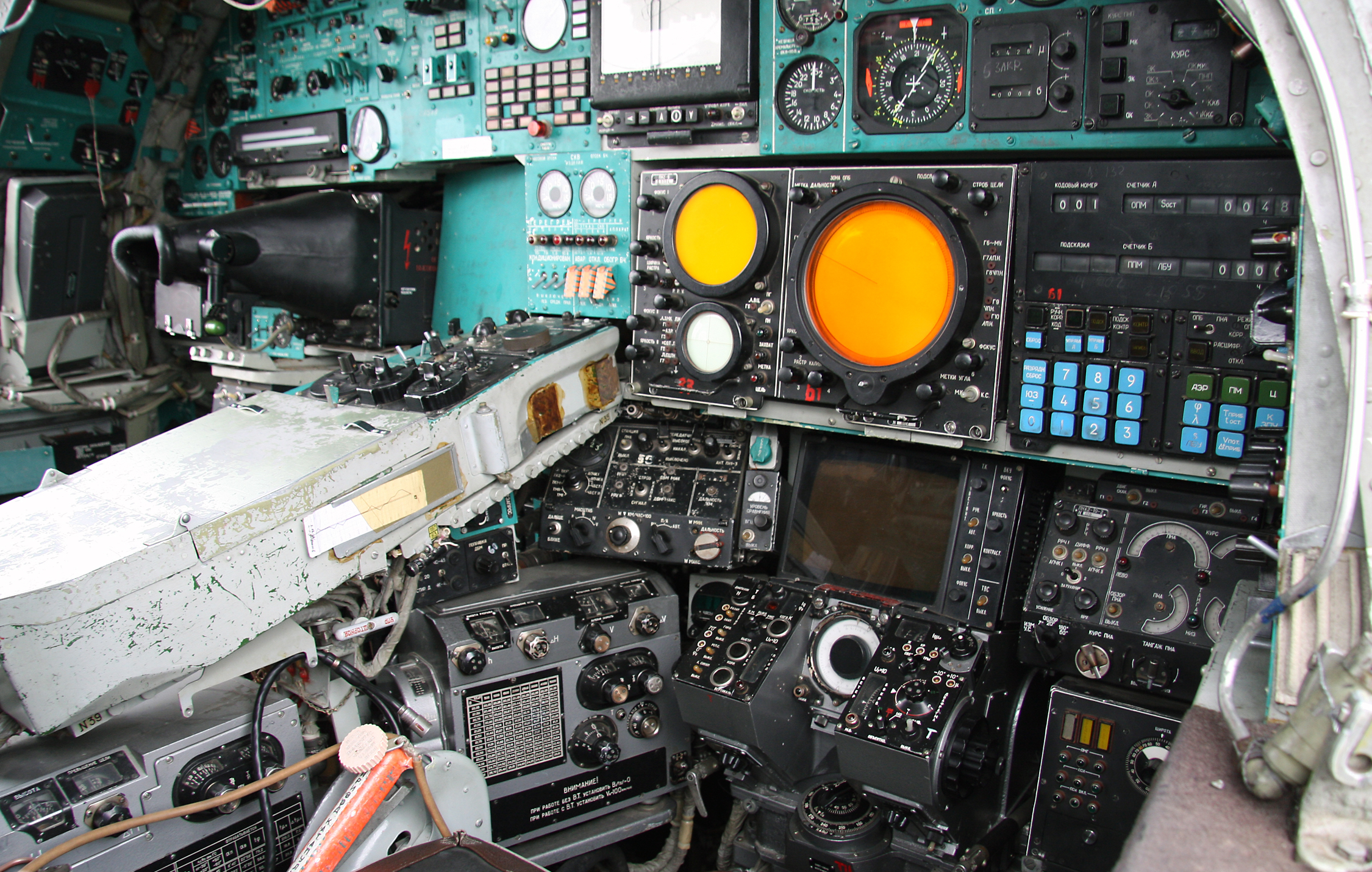
Starší kokpit bombardéru Tupolev Tu-22M3, panel navigátora a obsluhy zbraňových systémů

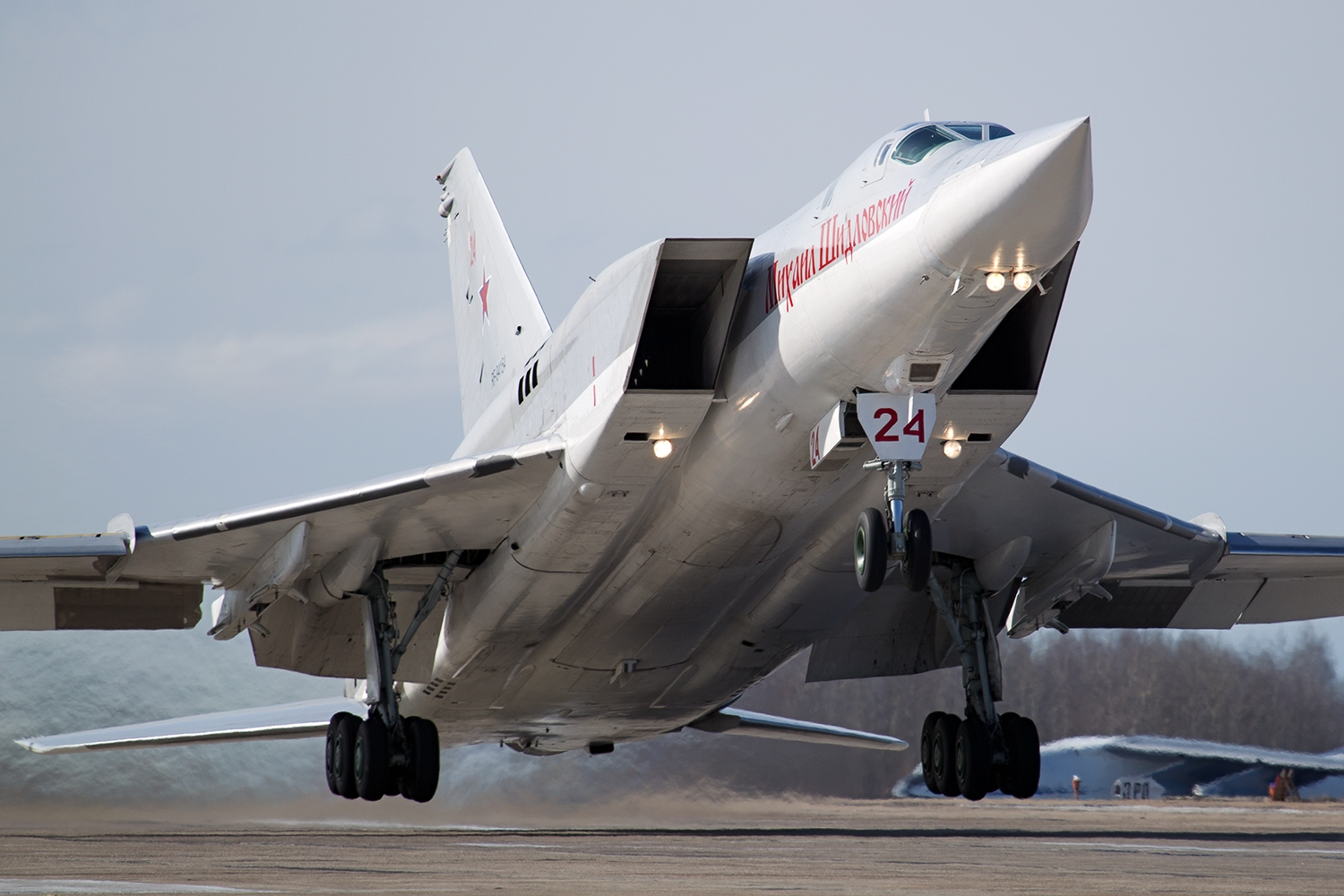
Tupolev Tu-22M3 startující z Rjazaně-Ďagilevo

Letoun vznikl dle požadavku na vysoce nadzvukový letoun, který by byl nosičem jaderných střel. Na počátku vývoje byl tzv. „Projekt 145,“ kterým se Tupolevova konstrukční kancelář zabývala od roku 1965. Letoun sice vycházel z typu Tupolev Tu-22, ovšem postupně se z něj stával zcela jiný stroj. Jednalo se o typ s měnitelnou geometrií křídel, která umožňovala operovat i z nezpevněných ploch. Letoun měl být schopen útočit z přízemního letu, což v podmínkách silné protivzdušné obrany bylo velkou výhodou. Postupně docházelo k dalším úpravám, zejména v umístění motorů.
První prototyp letounu Tu-22M0 vzlétl 30. srpna 1969. Vzhledem k ne zcela uspokojivým výsledkům však byl v témže roce zahájen program modernizace letounu. Tento typ, nazvaný Tu-22M1, měl sníženou hmotnost, zlepšenou aerodynamiku, zvětšené rozpětí křídel a další změny. Ovšem ani tato verze zcela nevyhovovala, a tak vznikl další typ – Tu-22M2. Prototyp tohoto stroje s motorem NK-22 vzlétl 7. května 1973. Přestože mělo letadlo řadu konstrukčních nedostatků, bylo nakonec zařazeno do výzbroje a celkově se vyrobilo přes 200 kusů. K největším problémům patřila malá životnost motorů, trhliny v konstrukci a systémy elektronického boje, které rušily palubní radiolokátor. Letové zkoušky probíhaly až do roku 1975 s uspokojivými výsledky. Stroj se sériově vyráběl až do roku 1983 a bylo celkem vyrobeno 211 kusů. Slabinou tohoto letadla však byly stále nízké výkony motoru, což bylo v rozporu s původním zadáním.
Proto pokračovala další modernizace a letoun dostal nový motor NK-25, který byl vybaven elektronikou a který byl schopen pracovat v různých provozních režimech. Současně s dalšími změnami tak vznikl typ Tu-22M3, na jehož vývoji se začalo 24. června 1974. Letadlo prošlo výraznou modernizací, která se týkala draku stroje, nové avioniky a vylepšených zbraňových systémů. Změny konstrukce, které se podepsaly na lepších letových vlastnostech, snížení celkové hmotnosti a zvýšení životnosti, měly však za následek zvýšení radarové odrazné plochy o 20 %. Letoun poprvé vzlétl 20. června 1977 a od roku 1978 se souběžně vyráběl s typem Tu-22M2. Oficiálně byl bombardér zařazen do výzbroje v roce 1983. Následující roky byl podroben sérii testů, jejichž cílem bylo integrovat modernější rakety typu vzduch-země Ch-15. První letadla vyzbrojené střelami Ch-15 dosáhla operačních schopností v roce 1983. Do roku 1993 bylo celkem vyrobeno 286 kusů typu Tu-22M3. Dále byly postaveny i Tupolevy ve verzích průzkumných či jako létající laboratoř.
V roce 1984 vznikla modifikace Tu-22M3 s označením Tu-22M3R nebo Tu-22MR. Šlo o průzkumný letoun, který měl integrovaný radiolokátor s bočním vyzařováním, systémy elektronického průzkumu, jakož i fotografické zařízení a videokamery. Po úspěšném absolvování vojenských zkoušek byla tento varianta v roce 1989 přijata do výzbroje námořního letectva.
V roce 1986 byl dokončen prototyp Tu-22MP, který představoval upravenou verzi Tu-22M3, určenou k vedení elektronického boje. Do konce roku 1992 byly vyrobeny ještě dvě další letadla typu Tu-22MP.
V roce 2008, hned po válce v Gruzii, kde došlo k sestřelení jednoho ruského Tu-22M, začaly práce na další modernizaci. Letadlo, označované jako Tu-22M3M, bylo vybaveno modernější avionikou, včetně nových navigačních a komunikačních systémů. Dalším výrazným vylepšením by měla být integrace nové výzbroje, využívající satelitní navádění GLONASS. První stroje Tu-22M3M byly zařazeny do výzbroje začátkem února 2012 a do roku 2020 ruské letectvo plánovalo modernizovat na tento standard 30 letadel.

## Konstrukce

### Drak

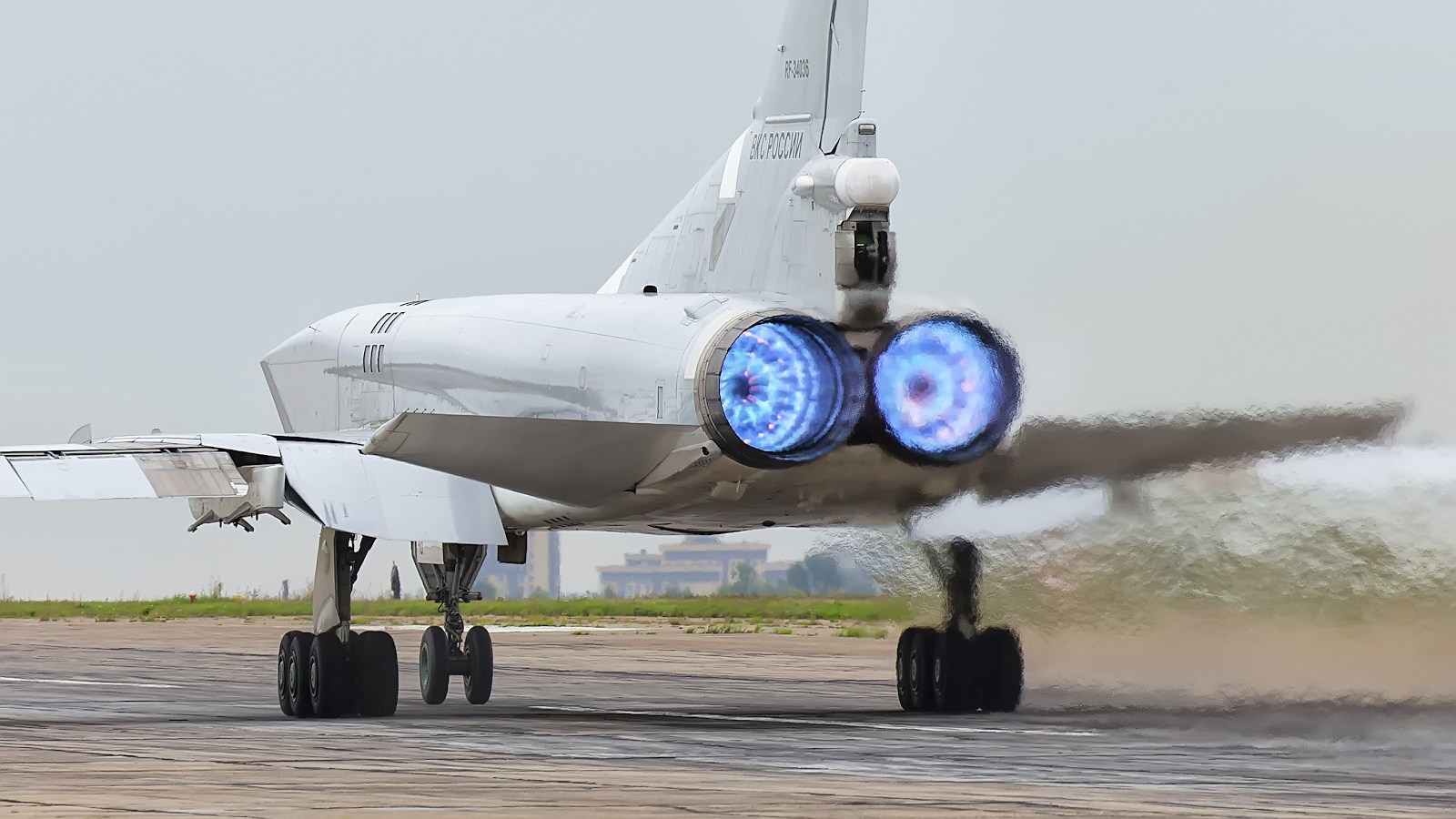
Vzlet Tu-22M3 s přídavným spalováním v roce 2021

Trup je poloskořepinové konstrukce, která je tvořena převážně hliníkovými slitinami. Rozdílné požadavky na aerodynamiku v nízkých rychlostech a vysokých nadzvukových rychlostech vyřešili konstruktéři křídlem s měnitelnou geometrií. Tu lze nastavit do tří poloh:
- 20° pro vzlet,
- 65° pro „ekonomický“ nadzvukový let,
- 72° pro nadzvukový let v malých výškách.

Na odtokové straně každého z křídel se nacházejí tři dvoudílné vztlakové klapky. Hlavní palivové nádrže se nacházejí v trupu letadla, další jsou umístěny v křídlech a kýlu.
Přední podvozková noha má dvě kola a zatahuje se směrem dozadu. Hlavní podvozky se skládají ze tří párů kol a zatahují se do šachet, umístěných zčásti v trupu a zčásti v křídle letadla. Do zadní části trupu jsou integrovány dva brzdicí padáky, každý s plochou 52 m².

### Kokpit

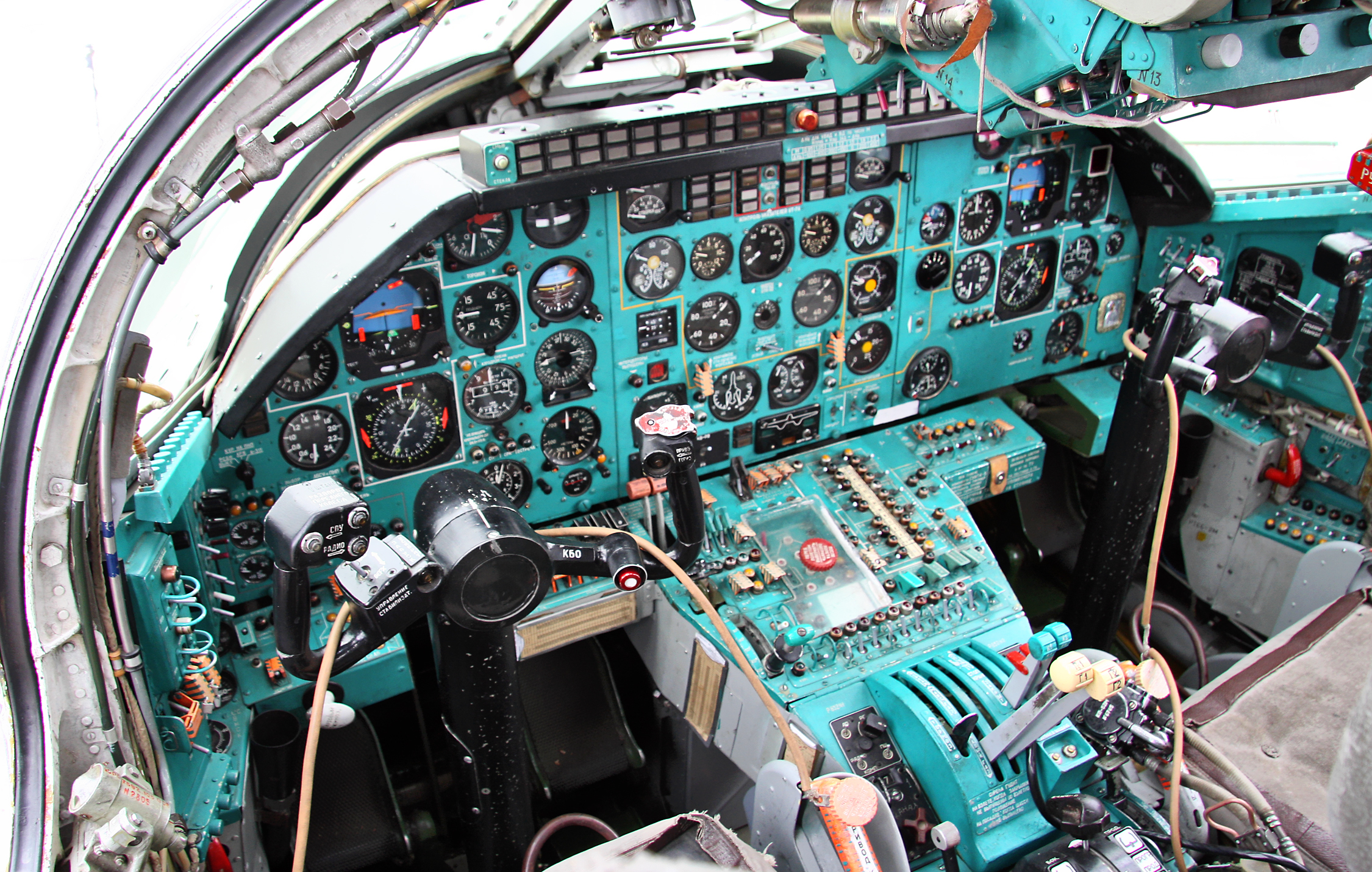
Kokpit Tu-22M3

Kabina čtyřčlenné posádky je klimatizovaná a je zasklená elektricky vyhřívaným krytem. V přední části sedí dva piloti, v zadní radista a navigátor. Celá posádka sedí na vystřelovacích sedadlech, které umožňují bezpečné katapultace od výšky 60 m a rychlosti 130 km/h.

### Avionika
Bombardér Tu-22M3 je vybaven dopplerovským radiolokátorem PNA-D, který slouží k vyhledávání a zaměřování cílů, a také k navádění řízených střel. Radar je součástí antikolizního systému, nelze však využít k nízkým letům s kopírováním terénu. V zadní části letadla pod svislou ocasní plochou je ještě radar PRS-4km Krypton. Ten spolu s televizní kamerou slouží k zaměření cílů pro dvouhlavňový kanon GŠ-23. Kromě kanonu se o vlastní ochranu letadla stará i systém Ural. Ten se skládá z výstražného radiolokačního přijímače Sirena-3, výstražného infračerveného protiraketového systému, aktivního radarového rušiče a výmetnice klamných infračervených a radiolokačních cílů.
V přední části trupu je umístěn fotografický přístroj AFA-15, který je určen k plnění průzkumných úkolů. Komunikační systém se skládá ze dvou radiostanic UHF, jedné HF a palubního interkomu.

### Motor
Pohon letadel zajišťují dva motory Kuzněcov NK-25, každý o maximálním tahu 245,15 kN. Motory jsou umístěny vedle sebe v zadní části trupu pod svislou ocasní plochou.

### Výzbroj

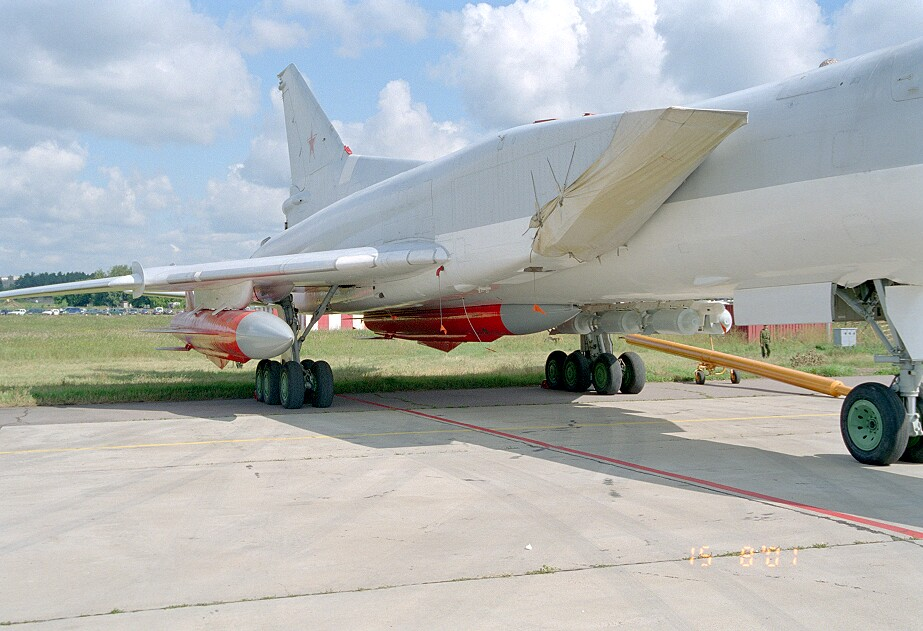
Тu-22М3 se zavěšenými střelami Ch-22 a pumami FAB-250

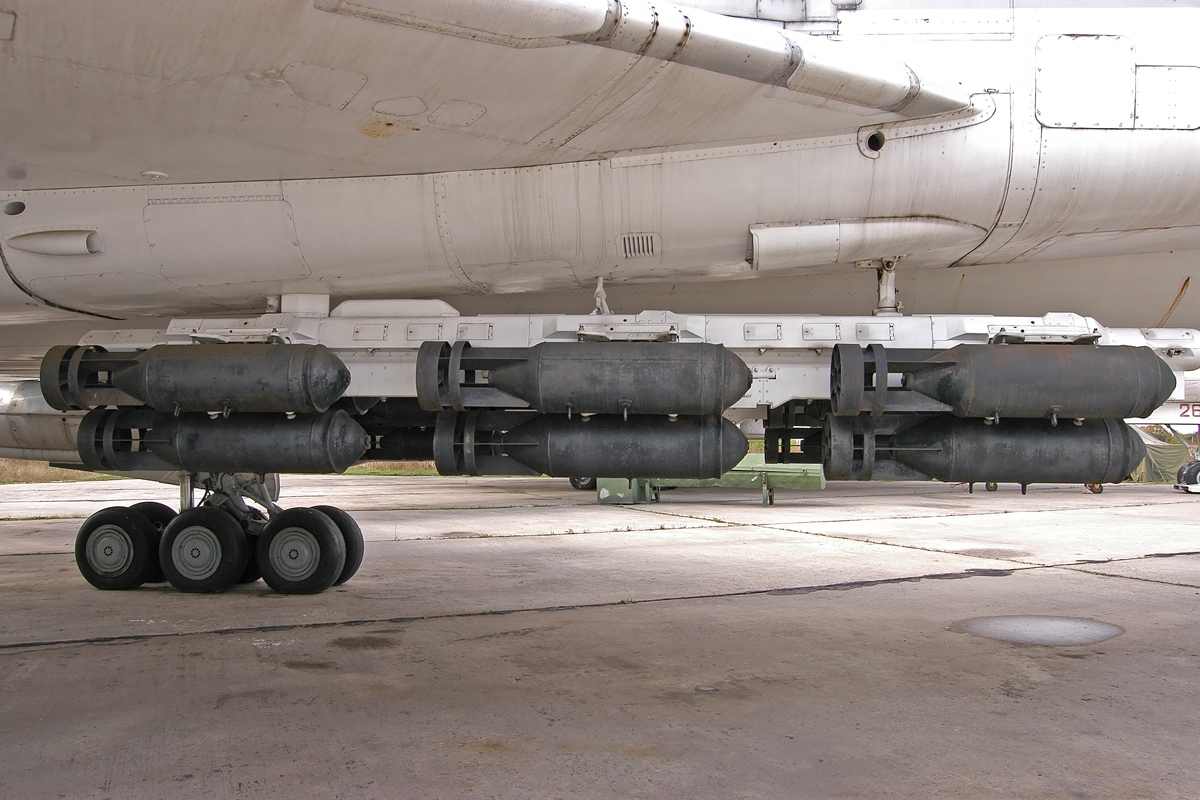
Pumy FAB-500 pod trupem

Tu-22M3 může nést celou škálu volně padajících pum od FAB-100 o hmotnosti 100 kg až po FAB-3000 o hmotnosti 3 tuny. Bombardér může být vybaven palubním zaměřovacím systémem SVP-24 (Gefest). Jde o specializovaný výpočetní subsystém, který umožňuje přesné navedení „hloupé“ munice na cíl. Základní myšlenka je podobná jako u amerických pum JDAM, které jsou vybaveny družicovým systémem a z nekontrolovaných pum se tak stává řízená munice. Nicméně přístup je zcela odlišný, protože zařízení není namontována na každou pumu zvlášť, ale nachází se na palubě letadla. SVP-24 přepočítává polohu letadla a cíle na základě systému GLONASS, rychlost a směr letu letadla, trajektorii letu pumy a hydrometeorologické podmínky. Souřadnice mohou být trochu zkreslené při ostrých manévrech letadla v cílové oblasti nebo při nedostatku informací o hydrometeorologických podmínkách a stavu ovzduší. Pravděpodobnost zničení malých dobře chráněných podzemních zařízení je 30 až 40%. Účinnost při ničení špatně chráněných nadzemních cílů může dosáhnout až 60%.
K ničení strategických stacionárních pozemních objektů slouží řízené střely Ch-15 s doletem 300 km. Tu-22M3 dokáže unést 6 kusů v pumovnici a další 4 mohou být umístěny na závěsníky pod křídly. Protilodní výzbroj představuje protilodní střela typu Ch-22 s aktivním radarovým naváděním a s doletem 600 km.
Bombardéry Tu-22M3 by měly být do roku 2018 vyzbrojeny novými řízenými střelami Ch-32 s doletem 1000 km. Střela po vypuštění vystoupá do výšky 40 km, následně letí rychlostí 4000–5000 km/h a nakonec zaútočí střemhlav na cíl. Ch-32 je určena hlavně k ničení nepřátelských lodí, radiolokačních stanic, mostů, vojenských základen a elektráren. Střela může být naváděná pomocí družicového systému GLONASS nebo GPS. V prostředí silného rušení využije zpočátku inerciální navigační systém a v konečné fázi letu bude řízena pomocí aktivního radarového navádění. Dále může tato verze nést až 4 hypersonické střely Ch-47M2 Kinžal, určené pro likvidaci válečných lodí a objektů protiraketové obrany USA a NATO.

## Služba

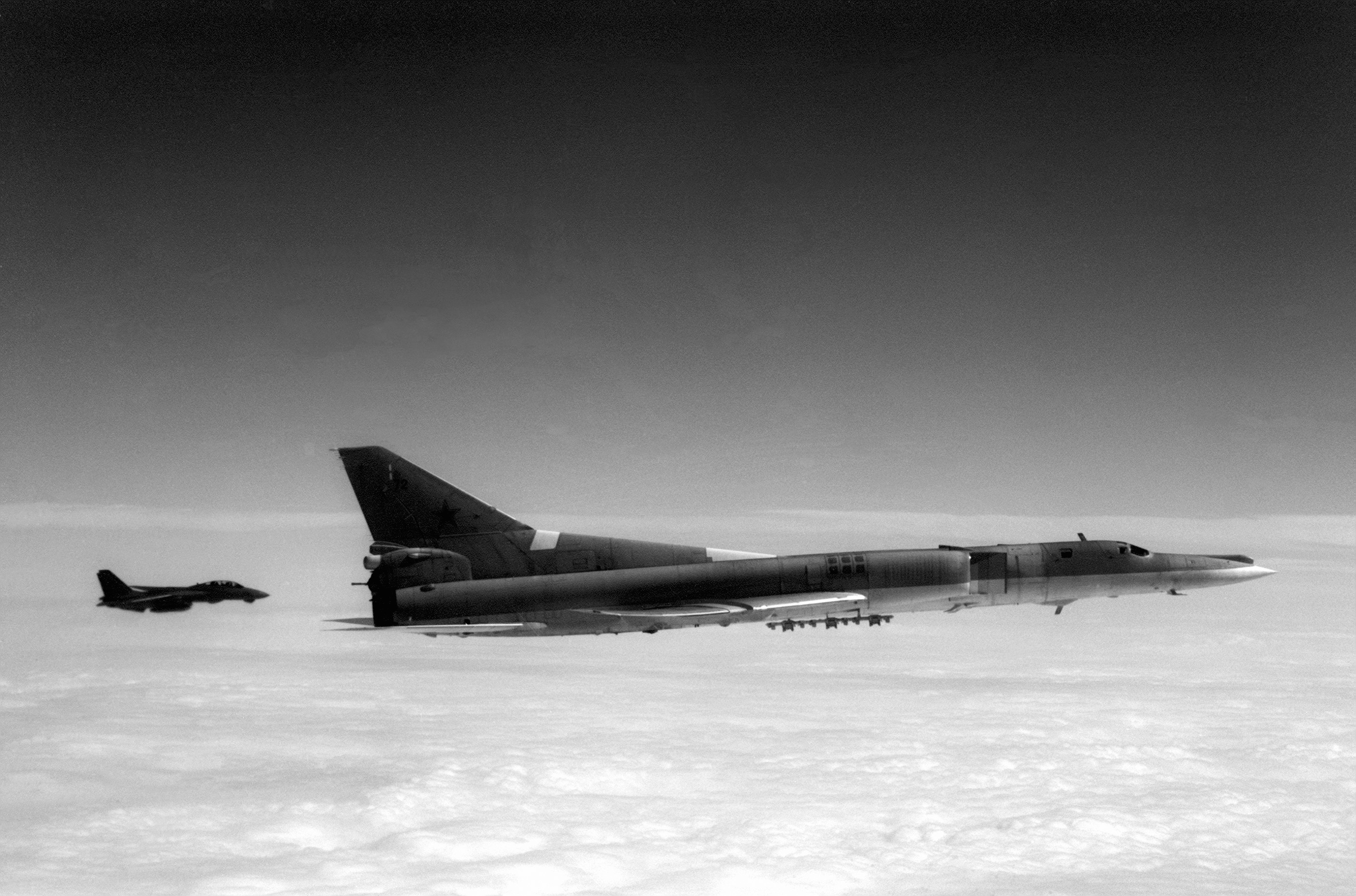
Sovětský Tu-22M Backfire-B v doprovodu letounu F-14A Tomcat

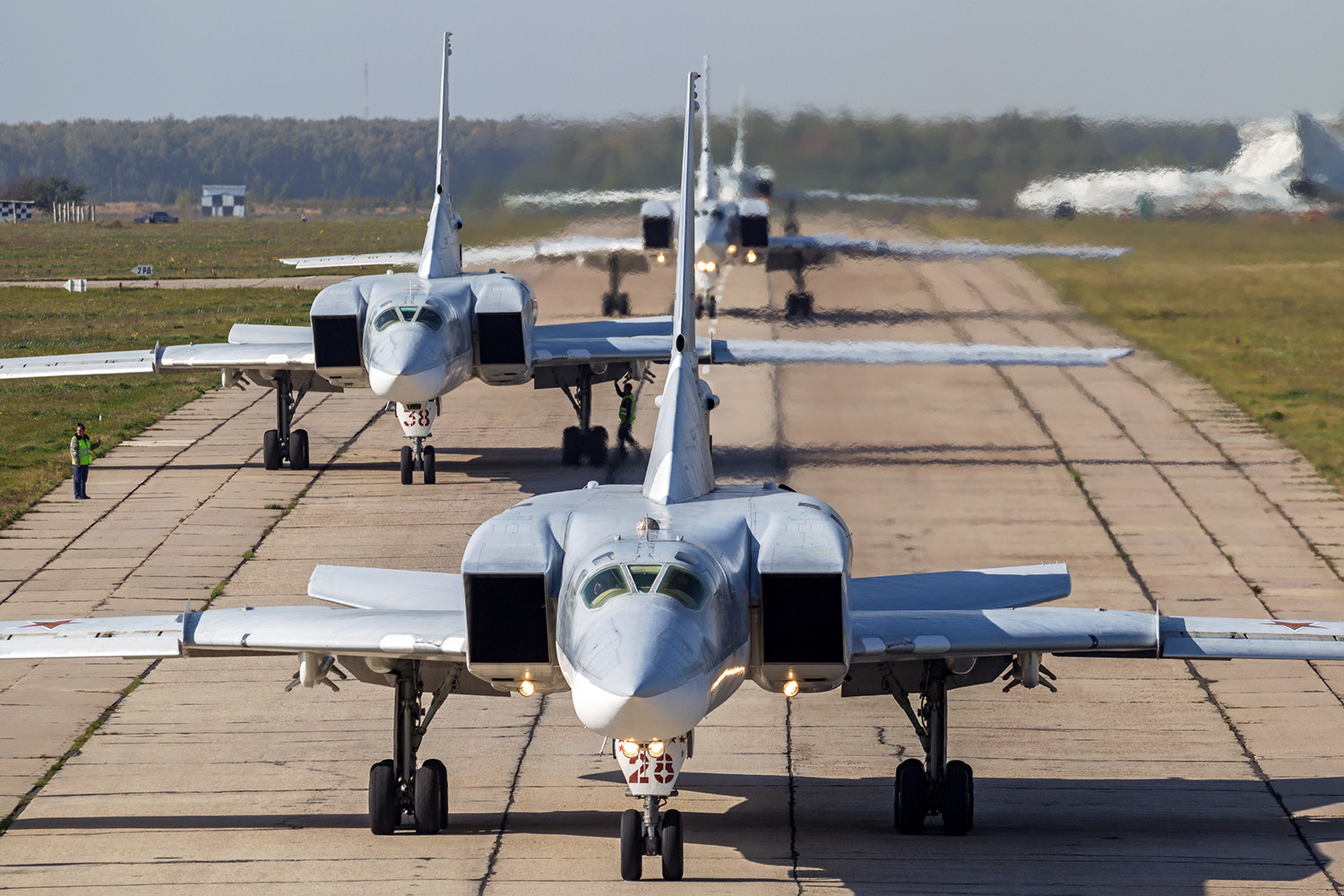
Tupolev Tu-22M3 na základně Rjazaň Ďagilevo

Letoun je uzpůsoben k nesení konvenční i atomové výzbroje. Může nést rakety na ničení námořních i pozemních cílů, pumová výzbroj činí až 24 000 kg munice. Během studené války vykonávaly Tu-22M pravidelné hlídkové lety a v několika případech při střetu s americkým námořnictvem simulovaly útoky na seskupení letadlových lodí.
Tu-22M byly „naostro“ vojensky užity ve válce v Afghánistánu v letech 1987–1989. Od roku 1987 působilo v Afghánistánu 18 bombardérů Tu-22M2, které bombardovaly přístupové komunikace, základny a sklady mudžahedínů. V roce 1988 je nahradilo 16 modernějších Tu 22M3, které sehrály důležitou roli hlavně při ústupu sovětských vojsk. K likvidaci pozemních cílů v Afghánistánu se používaly pumy FAB-500, FAB- 1500 a FAB-3000. Další bojové nasazení si odbyly bombardéry Tu-22M v roce 1995 v Čečensku, když podnikaly nálety na pozemní cíle v blízkosti města Groznyj. V roce 2008 během bojů v Jižní Osetii ztratilo ruské letectvo jeden bombardér Tu-22M, který právě plnil průzkumné úkoly. Gruzínské protivzdušné obraně se podařilo sestřelit ruské letadlo pravděpodobně za použití raketového systému Buk-M1.
Poté, co se 17. listopadu 2015 potvrdila podezření, že za zřícením ruského civilního letadla s 224 pasažéry na palubě stojí Islámský stát, začalo Rusko masivní bombardování strategickými bombardéry. Čtrnáct strojů Tu-22M, pět letadel Tu-160 a šest Tu-95 uskutečnilo nálety na pozice teroristické skupiny ISIL. Bombardér Tu-22M byl vyzbrojen železnými pumami bez navádění FAB-250, které shodil na cíle ve městě Rakka.
Na strojích probíhají další modernizace včetně výzbroje a jsou v současné době ve výzbroji Ruska. Letouny Tu-22M nebyly nikdy vyváženy, nicméně po rozpadu SSSR se některé stroje nacházely na území nových republik. Bělorusko mělo 52 letounů, které byly předány do Ruska. Ukrajina měla 29 strojů, ale ukrajinská vláda se jaderných zbraní vzdala, a tak byla tato letadla vyřazena, poslední v roce 2004.
Tupolev se od roku 1992 snažil získat potenciální zákazníky pro letouny jako např. Írán, Indii a ČLR, ale žádný kontrakt zatím uzavřen nebyl. Během roku 2001 si Indie pronajala 4 stroje..

### Ruská invaze na Ukrajinu

#### Útoky na Ukrajinu
Dne 15. dubna 2022 ukrajinské ministerstvo obrany uvedlo, že Rusko použilo bombardéry Tu-22M3 k úderu na cíle v Mariupolu poprvé od zahájení invaze na Ukrajinu. Dříve bylo také hlášeno, že v Rusku byly reaktivovány hloupé pumy FAB-3000M-46 k použití u bombardérů Tu-22M3 k úderům na cíle v železárnách a ocelárnách Azovstal, které se staly posledním místem ukrajinských jednotek v obleženém městě Mariupol.
Dne 11. května 2022 se na internetu objevilo video ukazující bombardér Tu-22M3 ruského letectva vypouštějící dvojici střel Ch-22 na cíle kdesi na Ukrajině.
V červnu 2022 byly k útoku na obchodní centrum v Kremenčuku, při němž zahynulo nejméně 21 lidí a nejméně 59 bylo zraněno, použity dvě střely Ch-22 odpálené z Tu-22M.
14. ledna 2023 Tu-22M z ruského 52. těžkého bombardovacího pluku zasáhl střelou typu Ch-22 dům na sídlišti v Dnipru, přičemž zahynulo nejméně 44 civilistů a mnoho dalších bylo zraněno. V srpnu 2023 zničil ukrajinský bezpilotní letoun jeden Tu-22M3 na letecké základně Solcy u Velikého Novgorodu přibližně 700 kilometrů od ukrajinských hranic.

#### Bojové ztráty
Dne 19. dubna 2024 se ve Stavropolském kraji zřítil Tupolev Tu-22M3, který Rusko použilo jako nosič střel Ch-22 k útokům na Ukrajinu. Zatímco podle ruských zdrojů se měl stroj zřítit v důsledku technické závady, velitel ukrajinského letectva Mykola Oleščuk uvedl, že letadlo sestřelila Ukrajina asi 300 km od svého území. Podle portálu RBK-Ukraine ukrajinské bezpečnostní zdroje uvedly, že ke zničení stroje použily systémy protivzdušné obrany S-200. Podle agentury RIA Novosti se všichni čtyři členové posádky katapultovali. Představitelé Stavropolského kraje oznámili, že jeden pilot zahynul, dva byli zraněni a že čtvrtý člen posádky je nezvěstný. 
Větší počet letadel byl zničen na svých základnách během operace Pavučina 1. června 2025.

## Varianty

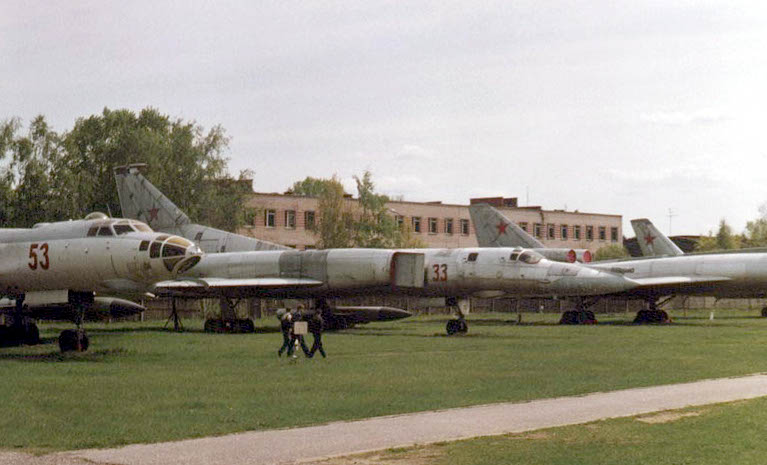
Тu-22М v muzeu v Moninu

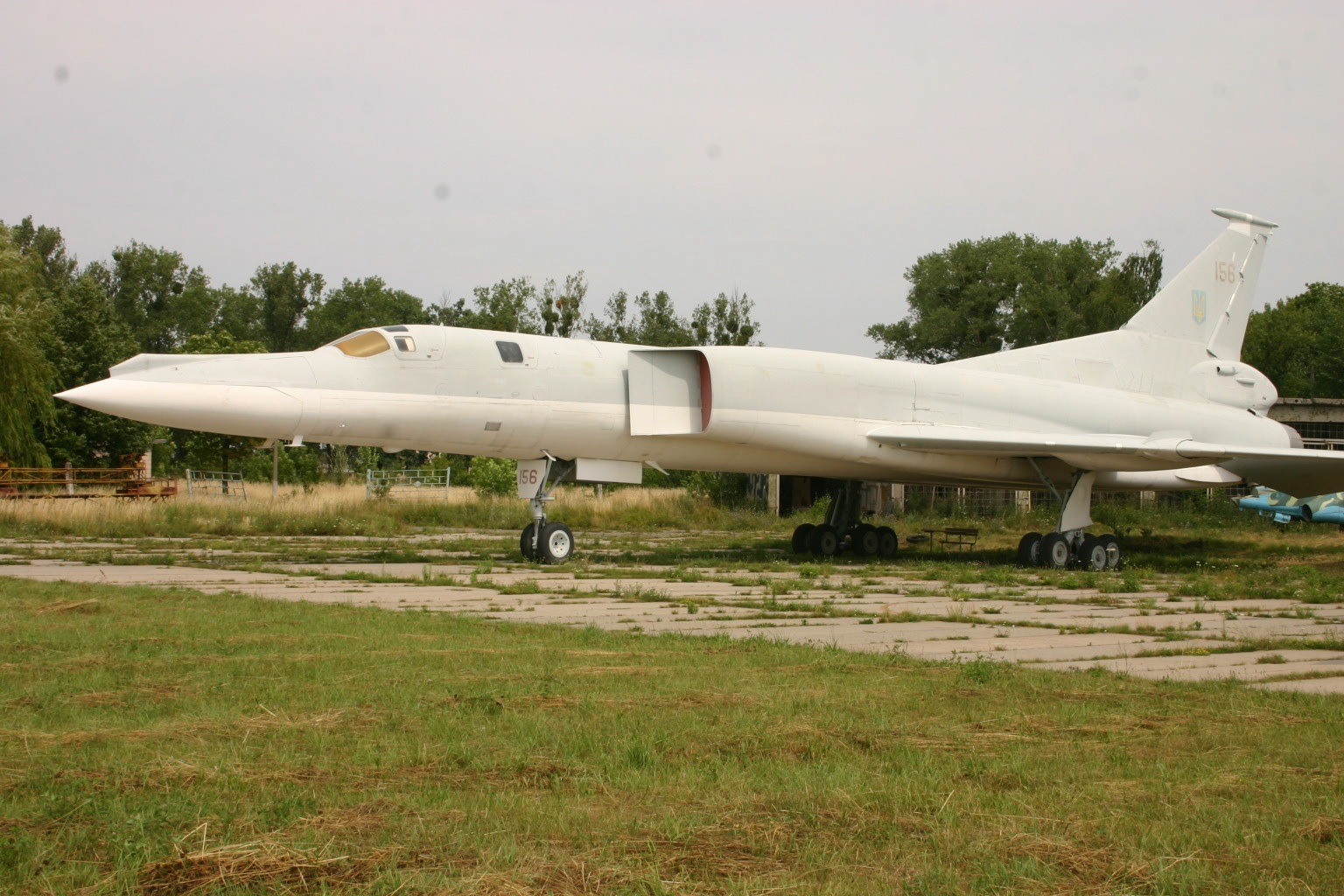
Тu-22М0 v muzeu na Ukrajině

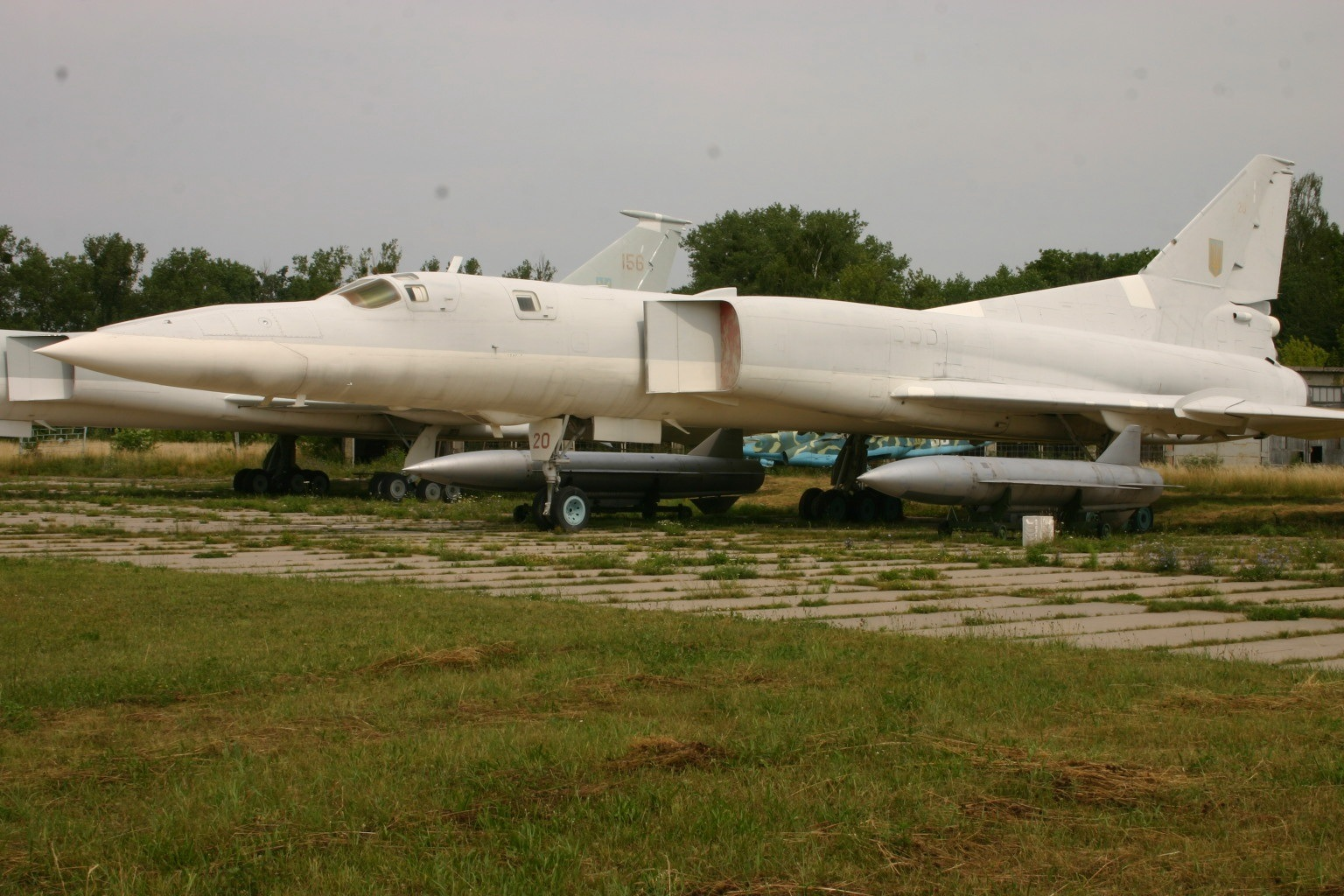
Тu-22М2

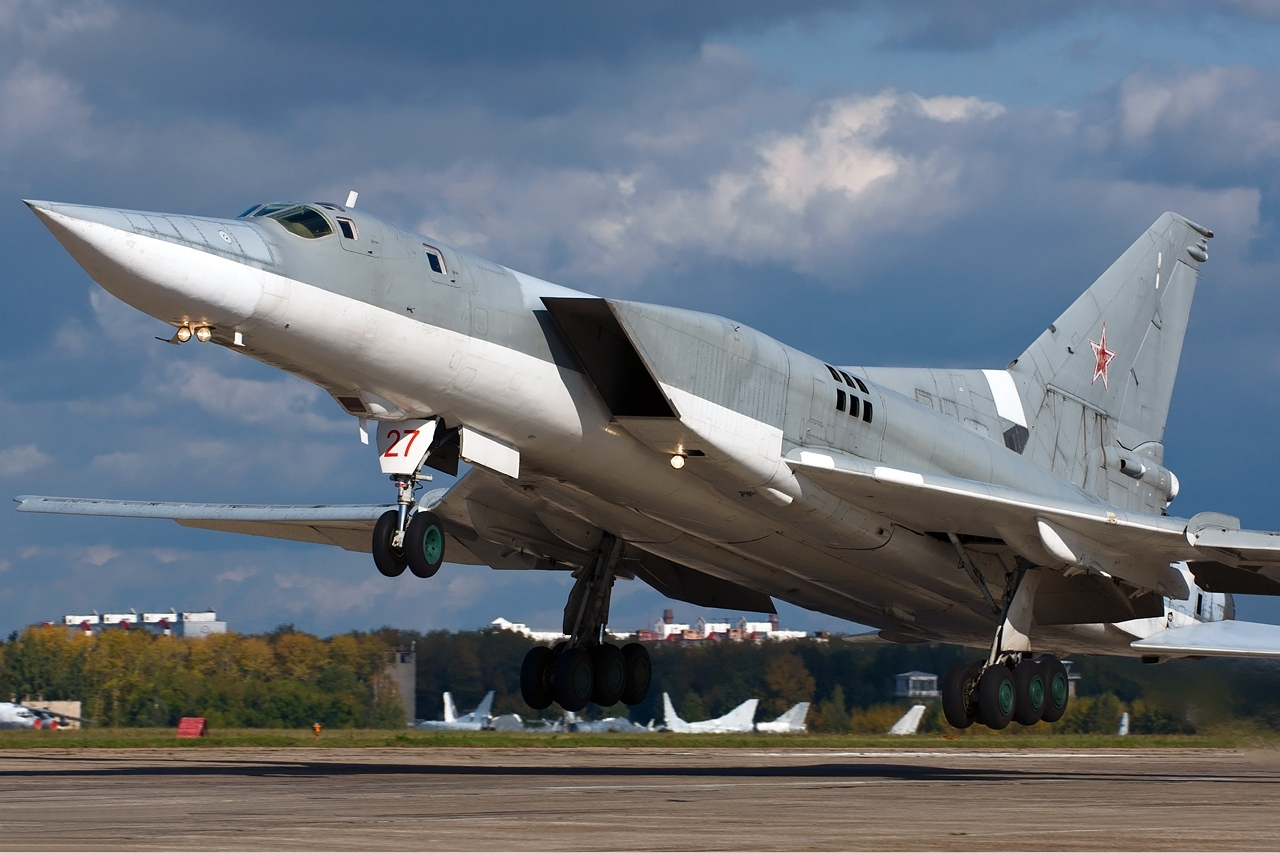
Ruský Tu-22M3

Tu-22M(0)
Nejstarší předprodukční varianta, bylo vyrobeno 9 kusů.
Tu-22M1
Pilotní stroje, 9 ks bylo vyrobeno v letech 1971 a 1972. Jeho označení v NATO bylo Backfire-A.
Tu-22M2
První hlavní sériová verze, která se začala vyrábět v roce 1972, šlo o Tu-22M2 (V kódu NATO: Backfire-B), s delšími křídly a značně přepracovaným trupem dle pravidla ploch (zvýšení počtu členů posádky na čtyři), s dvěma motory NK-22 (každý o tahu 215 kN) a vstupním ústrojím ve stylu F-4 Phantom II a novým podvozkem, kdy je hlavní podvozek uložen v křídlech než ve velkých gondolách. Od roku 1972 do roku 1983 bylo vyrobeno 211 strojů Tu-22M2. Tu-22M2 měl maximální rychlost 1,65 Machu a byl vyzbrojen nejčastěji střelami s plochou dráhou letu/protilodními střelami, typicky jednou nebo dvěma protilodními Ch-22. Některé Tu-22M2 byly později vybaveny výkonnějšími motory NK-23 a přeznačeny na Tu-22M2Ye.
Tu-22M3
Pozdější Tu-22M3 (NATO: Backfire-C), který poprvé vzlétl v roce 1977, uveden do provozu v roce 1983 a oficiálně vstoupil do služby v roce 1989, měl nové motory NK-25 s podstatně vyšším výkonem, sací ústrojí podobné MiGu-25, křídla s větší maximální šípovitostí a překonstruovanou přídí s novým navigačním/útočným radarem Almaz PNA (Planeta Nositel, izdělije 030A) (NATO 'Down Beat') a navigačním/útočný systémem NK-45, který poskytuje mnohem vylepšený let v malých výškách. Aerodynamické změny zvýšily jeho maximální rychlost na Mach 2,05 a dolet o třetinu ve srovnání s Tu-22M2. Ocasní věž je přestavěna a disponuje jedním kanónem, zatímco v pumovnici je rotační odpalovací zařízení pro střelu Raduga Ch-15, podobné americké AGM-69 SRAM. V ruských službách se jí přezdívá Trojka. Do roku 1993 bylo postaveno 268 letounů. Tento typ byl při bombardování Ukrajiny sestřelen ukrajinskou protivzdušnou obranou dne 19. 4. 2024.
Tu-22M měl v horní části přídě výsuvnou sondu pro tankování paliva za letu. Sonda byla údajně odstraněna v důsledku jednání SALT, protože s doplňováním paliva byl považován za strategický bombardér mezikontinentálního doletu. Sonda může být v případě potřeby obnovena.
Tu-22M3S používané k útoku na cíle v Sýrii podstoupily modernizaci, během nichž na ně byly instalovány specializované výpočetní subsystémy SVP-24-22, což výrazně zvýšilo přesnost bombardování.
Tu-22M4
Vývoj "Izdělije 4510" začal v roce 1983. Modernizace s instalací nových motorů NK-32 (z Tu-160) a se změnou sání vzduchu do motoru. Modernizace avioniky instalací nového PNK, radar "Přehled" (z Tu-160), komplex EW. Rozšíření sortimentu zbraní: 3 Ch-32 nebo 10 Ch-15 (umístěných na 6 vnitřních a 4 externích bodech zavěšení) nebo s televizním naváděcím systémem UPAB-1500. V roce 1990 byl v kazaňské letecké továrně postaven prototyp. Práce v tomto směru byly ukončeny v listopadu 1991. Prototyp letounu č. 4504 je v muzejní expozici na základně Ďagilevo.
Tu-22MR
Několik Tu-22M3, možná 12, bylo přeměněno na standard Tu-22M3(R) nebo Tu-22MR s bočním palubním radarem Šompol a dalším vybavením ELINT.
Tu-22DP
Tu-22DP (Dalněgo Perechvata, dálkový odposlech)/ DP-1 je projekt stíhače dlouhého dosahu založený na Tu-22M2 (později na základě Tu-22M3). Výzkum a vývoj provedla konstrukční kancelář Tupolev s GosNIIAS. Předpokládalo se, že DP může nést i úderné zbraně.
Tu-344
Zrušený nadzvukový dopravní letoun založený na Tu-22M3, určené k přepravě 10–12 cestujících. Vyvinutý v kanceláři Tupolev v rámci konverzního programu v druhé polovině 90. let. Vývoj letadla začal v 90. letech 20. století kdy vznikl zájem a poptávka po nadzvukových business jetech (SBJ). Protože vznik letadla od nuly vyžaduje velké investice, Tupolev se rozhodl vytvořit letadlo třídy SBJ založené na Tu-22M3. Projekt se však v té době ukázal jako neperspektivní, protože letoun měl být používán mezinárodně, ale nesplňoval tehdejší mezinárodní ekologické normy.
Tu-22M3 s SVP-24-22
Modernizovaný Tu-22M3 ruského letectva osazený novým zaměřovacím a výpočetním systémem SVP-24-22 Gefest namísto komplexu NK-45 Vachta-2. SVP-24-22 obsahuje nový a výkonnější palubní počítač SV-24, vstupně-výstupní zařízení UVV-MP-22, jednotku generování letových informací – BFI, letecký kolimátorový indikátor KAI-24, radionavigační systém SRNS-24 se satelitním přijímačem A737 a polovodičovým zařízením pro ukládání informací TBN-K-2 k ukládání dat navigačně-zaměřovacího komplexu SVP-24-22 a letového zapisovače. 5 modernizovaných letadel vstoupilo do provozu v roce 2015, 2 roku 2017, 1 v roce 2018, a 2 v roce 2019.
Tu-22M3M
Tu-22M3 pro ruské letectvo s motory z Tu-160M2 (NK-32-02), kdy je 80 procent avioniky vyměněno nebo upgradováno, včetně pumových zaměřovačů SVP-24-22, radaru NV-45 s fázovým polem, navigačního systému GLONASS, moderního digitálního skleněného kokpitu a ovládáním motoru, protiopatření elektronického boje, a schopnost používat přesné zbraně vzduch-země. Ruské ministerstvo obrany hodlá modernizovat až 30 letadel z přibližně 60 aktuálně používaných Tu-22M3 na pokročilou variantu Tu-22M3M. Může nést 3 střely Ch-32 nebo 4 Ch-47M2 Kinžal. Životnost by se měla prodloužit na 40–45 let. 16. srpna 2018 bylo představeno první modernizované letadlo během slavnostního uvedení do provozu v továrně v Kazani. Svůj první let provedl 28. prosince 2018. 20. března 2020 měl svůj první let druhý modernizovaný letoun Tu-22M3M.

## Uživatelé

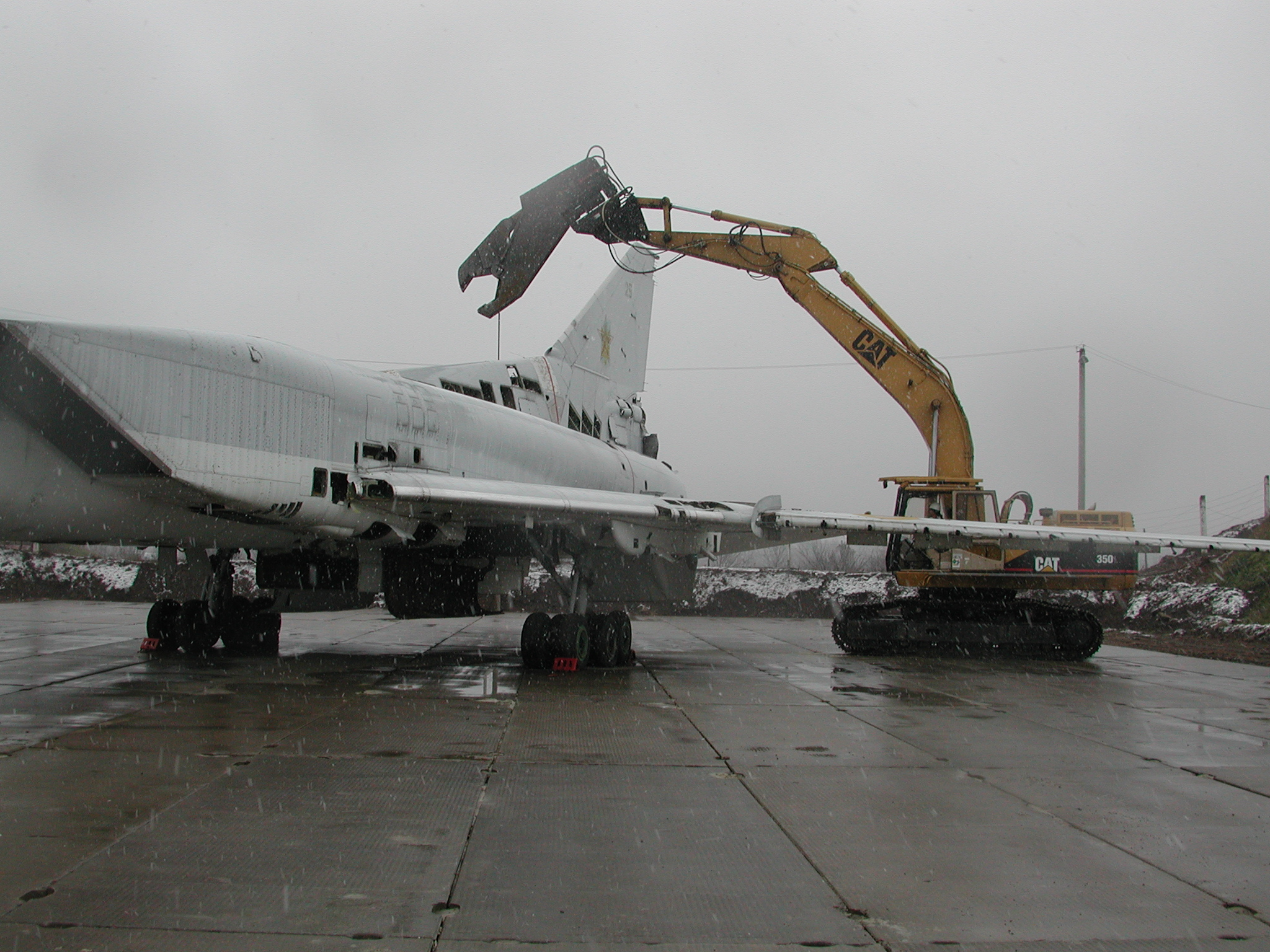
Rozebírání ukrajinských Tu-22M v roce 2002

### Současní uživatelé
Rusko
- Ruské letectvo, 93 strojů ve službě k prosinci 2010.[58]
- Ruské námořní letectvo, 58 ve službě k prosinci 2010.[58]

### Dřívější uživatelé
Ukrajina
- Ukrajinské letectvo
- Ukrajinské námořní letectvo

 SSSR
- Sovětské letectvo
- Sovětské námořní letectvo

## Nehody a incidenty
Při plánovaném letu havaroval kvůli technické závadě 15. srpna 2024 Tu-22M3. Zřítil se do neobydlené oblasti nedaleko vsi Michajlovka v Čeremchovském rajónu Irkutské oblasti. Podle prvních zpráv se čtyřčlenná posádka úspěšně katapultovala, později gubernátor Irkutské oblasti Igor Kobzev s odkazem na ministerstvo obrany upřesnil, že jeden z pilotů zahynul a zbylí členové posádky jsou s různě závažnými poraněními hospitalizováni.
2. dubna 2025 se zřítil letoun Tu-22M3. Posádka se katapultovala.

## Ve filmu
V ruském filmu Svéráz národního lovu z roku 1995 se Tu-22 objevuje ve scéně s krávou dopravovanou v pumovnici letadla. Kráva je přivedena k Tu-22M3 s trupovým číslem 49, pak následuje záběr rolujícího letadla s trupovým číslem 75, poté následuje střih na startující Suchoj Su-24 a po přistání je znovu zabírán Tu-22.

## Specifikace (Tu-22M3)

### Technické údaje
- Osádka: 4 (pilot, co-pilot, navigátor a obsluha zbraní)
- Rozpětí:
  - Roztaženo (20°):: 34,28 m
  - Staženo (65°): 23,30 m
- Délka: 42,4 m
- Výška: 11,05 m
- Nosná plocha: 55,2 m²
  - Roztaženo (20°):: 183,6 m²
  - Staženo (65°): 175,8 m²
- Hmotnost prázdného stroje: 54 000 kg
- Maximální vzletová hmotnost: 124 400 kg
- Pohonná jednotka: 2× dvouproudový motor Kuzněcov NK-25, každý o tahu 245,2 kN
- Zásoba paliva: 11 100 kg

### Výkony
- Maximální rychlost: 2,2M (2 300 km/h)
- Akční rádius: 2 410 km
- Dostup: 13 300 m
- Počáteční stoupavost: 15 m/s
- Plošné zatížení: 688 kg/m²
- Poměr tah/hmotnost: 0,40

### Výzbroj
- Kanóny: 1 × kanón GŠ-23 ráže 23 mm v ocasní věži ovládaný na dálku
- Závěsy: pylony na trupu a křídlech a vnitřní pumovnice s kapacitou 24 000 kg
  - do tří raket Raduga Ch-22 v pumovnici a na křídlech nebo
  - 6 střel MKU-6-1 v pumovnici, plus čtyři střely na dvou pylonech na křídlech.
  - různé pumy – 69 × FAB-250 nebo 8 × FAB-1500